# فان تشون يب
فان تشون يب (بالصينية: 范俊業) هو لاعب كرة قدم صيني في مركز حراسة المرمى، ولد في 1 مايو 1976 في هونغ كونغ في الصين. شارك مع منتخب هونغ كونغ تحت 23 سنة لكرة القدم ومنتخب هونغ كونغ لكرة القدم. أما مع النوادي، فقد لعب مع نادي جنوب الصين.

## وصلات خارجية
- فان تشون يب على موقع الاتحاد الدولي (مؤرشف)  (الإنجليزية)
- فان تشون يب على موقع قاعدة بيانات كرة القدم.إي يو (الإنجليزية)